# Indigofera drepanocarpa
Indigofera drepanocarpa är en ärtväxtart som beskrevs av Paul Hermann Wilhelm Taubert. Indigofera drepanocarpa ingår i släktet indigosläktet, och familjen ärtväxter. Inga underarter finns listade i Catalogue of Life.